# Pinneberg (Helgoland)
Der Pinneberg ist die mit 61,3 m ü. NHN höchste Erhebung der Nordseeinsel Helgoland und des schleswig-holsteinischen Kreises Pinneberg.
Bei dem Gipfel handelt es sich um eine einige Meter über das Niveau des Oberlands hinausragende Erhebung eines Kraterrandes, der 1947 durch die Sprengung von Bunkeranlagen entstand. Sie ist über einen kurzen Trampelpfad vom Klippenrandweg zu erreichen. Etwa 400 m weiter nordwestlich steht am Nordwestende der Insel die Felsnadel Lange Anna.
Die Erhebung wurde lange nur als Teil des besonders stark durch den Krieg geprägten Teils des Oberlandes mit Schluchten und Aufwerfungen wahrgenommen. Um 1960 findet sich so auf Helgolandkarten für diesen Teil des Oberlands der scherzhafte Name „fränkische Schweiz“, in der Hamburg-Ausgabe des Baedekers wurde dieser Name noch 1992 benutzt. Die Topographie dort ändert sich bis heute, die Schlucht hinter dem Pinneberg wird als Deponie für Aushebungen langsam ausgefüllt. Bestimmend ist für diesen Teil des Oberlandes der Radarturm der Bundeswehr, der auf Abbildungen während des Kalten Krieges wegretouschiert werden musste. Die Erhebung selbst blieb lange namenlos und war nur durch einen Vermessungspunkt markiert.
Der Name Pinneberg wurde erst 1998 vorgeschlagen. In diesem Jahr wurde dort von Bergwanderfreunden aus Itzehoe ein Gipfelkreuz errichtet, das mit dieser Bezeichnung in ihrem Humor auf die Zugehörigkeit Helgolands zum gleichnamigen Kreis anspielt. Im Mai des gleichen Jahres war von derselben Gruppe auch der höchste Punkt des Nachbarkreises Steinburg als Itzespitze markiert worden. Die Bezeichnung Pinneberg wurde von der Inselverwaltung im Tourismusmarketing aufgegriffen, seitdem 2013 die Erhöhung von Lesern einer Lokalzeitung zum schönsten Platz des Kreises Pinneberg gewählt wurde. Das Kreuz (mit Gipfelbuch in einem Wetterkasten) ist aus Aluminium gefertigt, wird seitlich von zwei Streben gestützt und befindet sich neben dem Stein des Vermessungspunktes. Im Gegensatz zur Inselkarte der Kurverwaltung von Helgoland auf ihrem Internetauftritt verzeichnen die Karten des Inselprospekts der gleichen Kurverwaltung und des Landesamts für Vermessung und Geoinformation Schleswig-Holstein den Pinneberg namentlich nicht. 

## Galerie

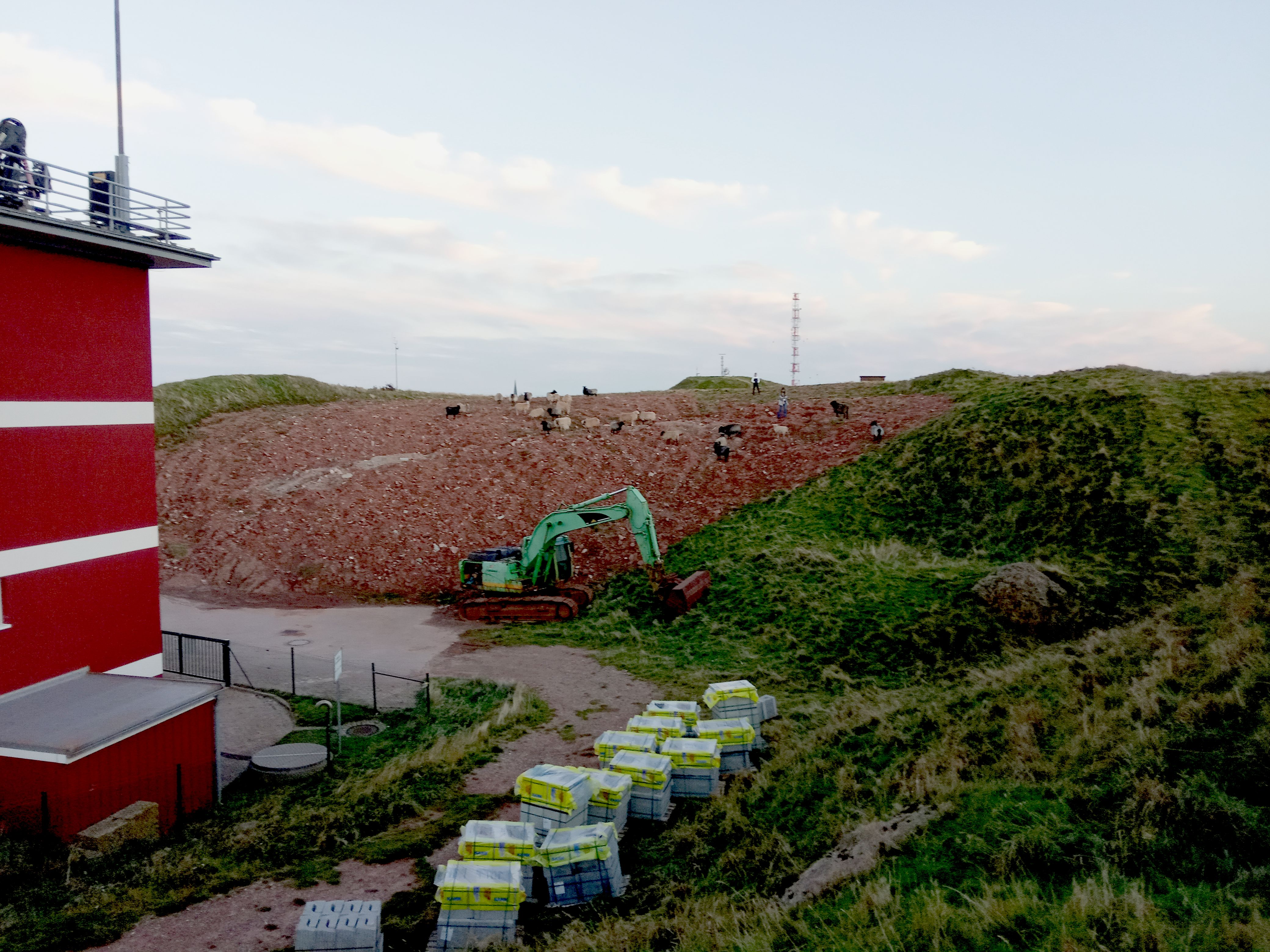
Blick zum Pinneberg im Herbst 2021 mit der Abraumhalde, die zwischen Radarturm und Gipfelkreuz angelegt wurde
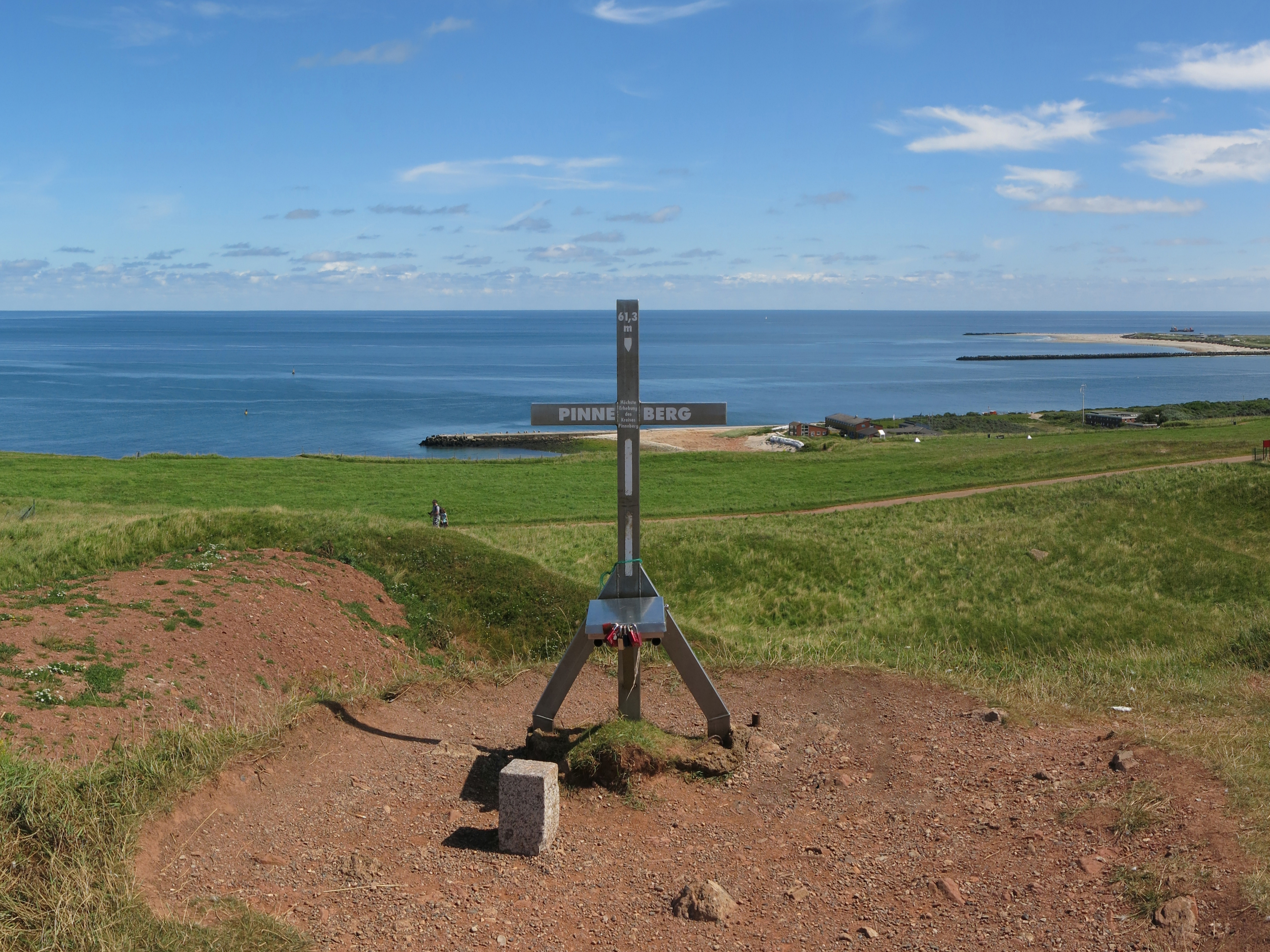
Das 1998 errichtete Gipfelkreuz. Heute ist dieser Teil des Oberlandes von Bombenkratern aus der Zeit bis zur Inselfreigabe 1952 geprägt. Er wurde nicht wie der bebaute Teil grundgeräumt. Es werden hier noch viele Blindgänger vermutet.
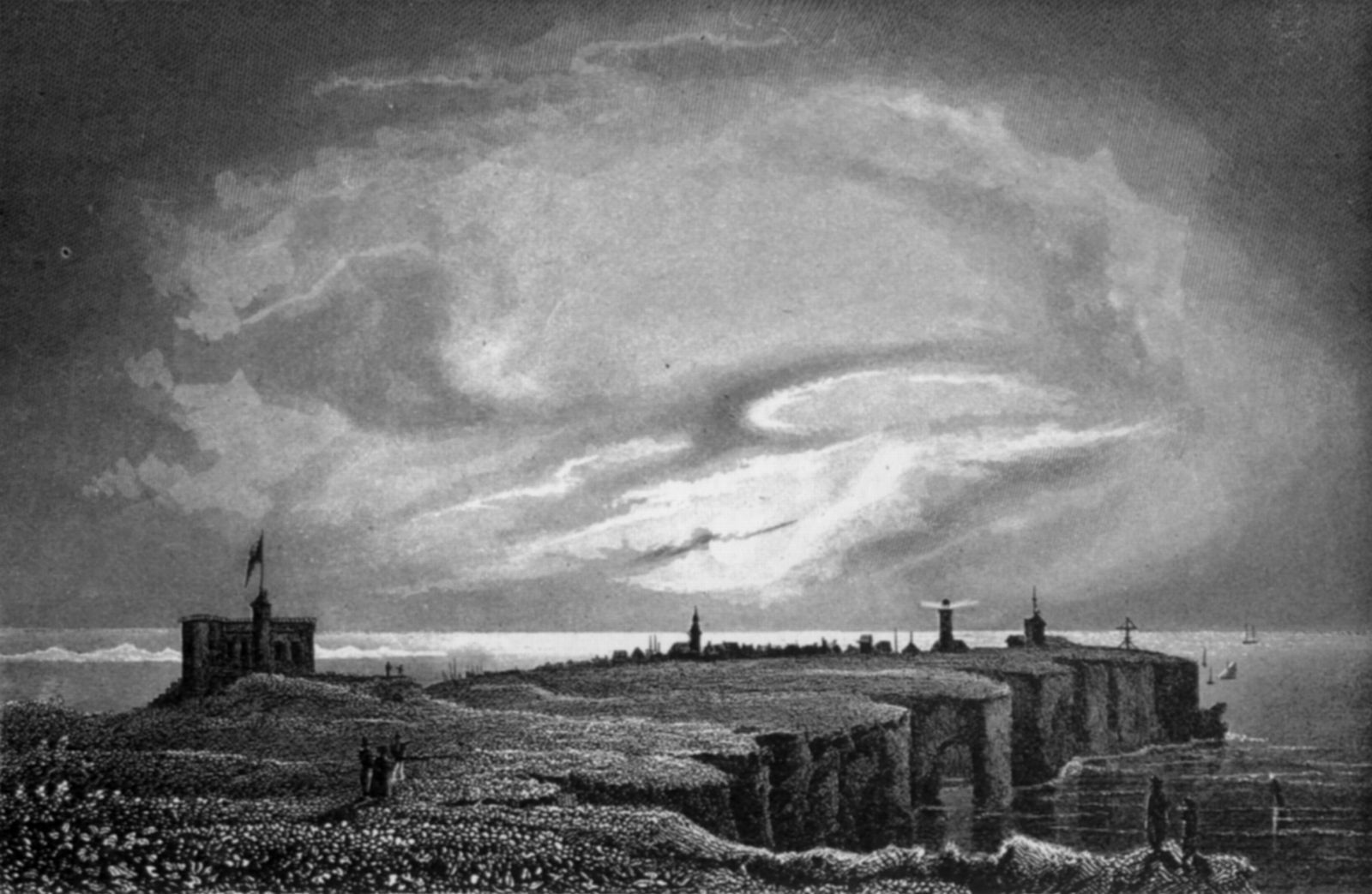
Bis zum Ersten Weltkrieg war der Flaggenberg (im Bild links um 1835 mit Flagge und Café Bellevue) etwas weiter südlich, mit 68 m die höchste Erhebung der Insel, der Klippenrand weiter nördlich war bis zu 62 m hoch.[13] Durch den Klippenabbruch gerade der höchsten Stellen verringerte sich die Höhe der Insel. Ende des 19. Jahrhunderts wurden nur noch 53 m angegeben.
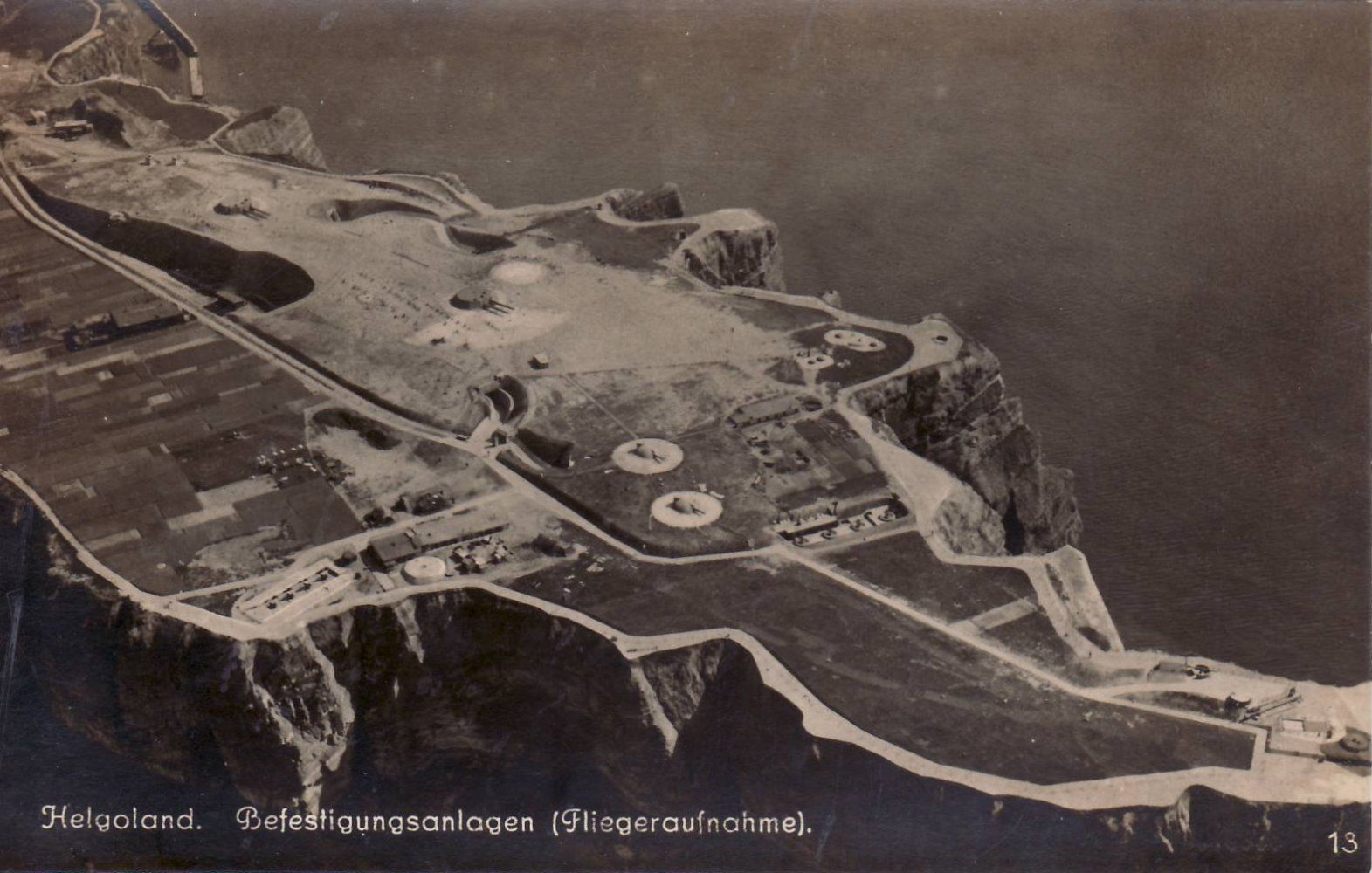
Im Ersten Weltkrieg verschwand der Flaggenberg unter den Befestigungsanlagen der deutschen Marine. Nach der Sprengung 1947 entstand eine Schlucht (siehe Eingänge zum unterirdischen Teil), an deren Rand das Kreuz steht.
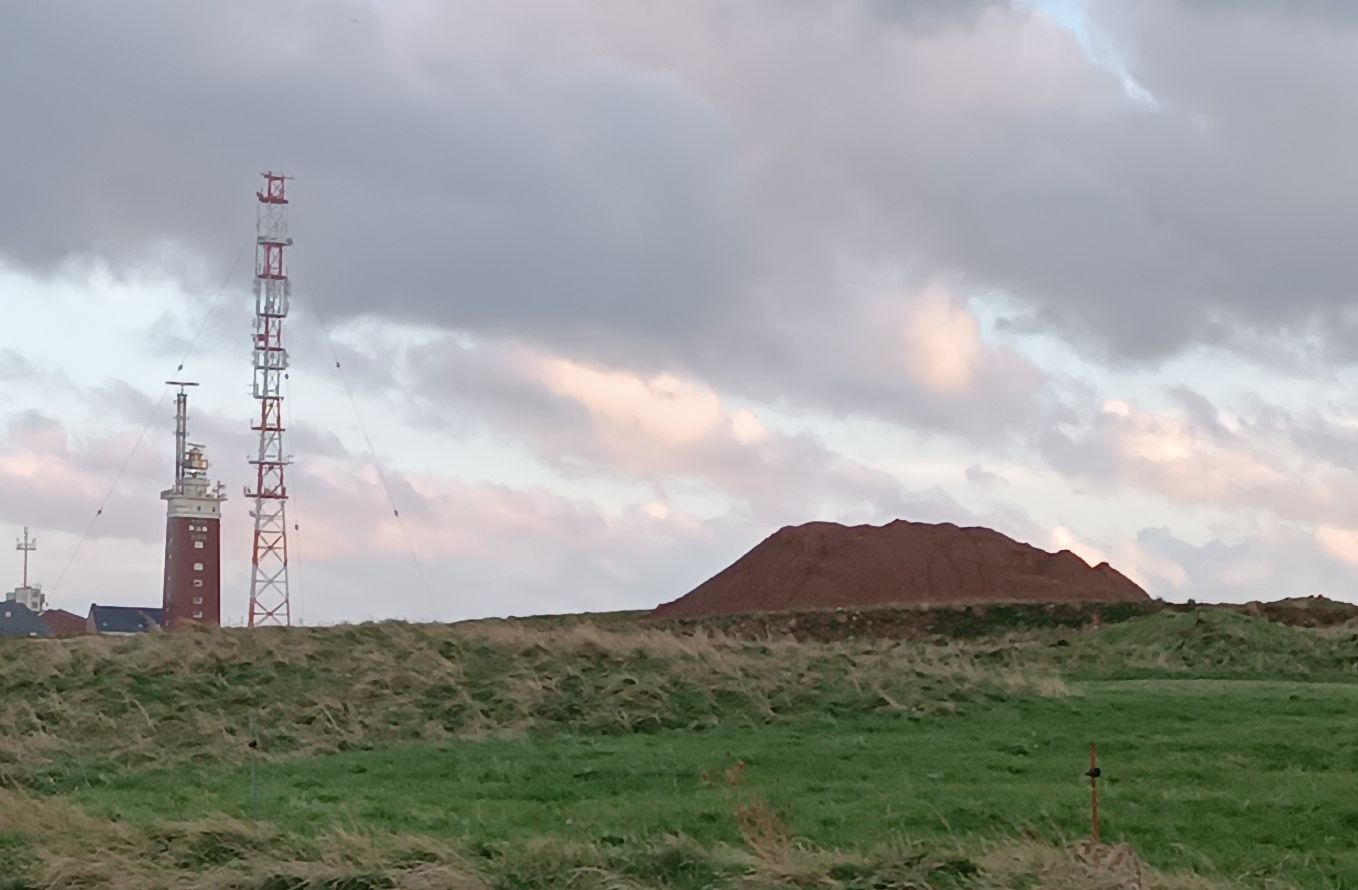
Die Topographie auf dem Oberland ändert sich auch heute, hier ein temporärer Abraumberg im September 2024